# Āb Rokhān
Āb Rokhān (persiska: آب رخان) är en ort i Iran.   Den ligger i provinsen Kerman, i den sydöstra delen av landet, 1 000 km sydost om huvudstaden Teheran. Āb Rokhān ligger 1 273 meter över havet och antalet invånare är 195.
Terrängen runt Āb Rokhān är kuperad åt sydväst, men åt nordost är den bergig.Runt Āb Rokhān är det glesbefolkat, med 17 invånare per kvadratkilometer. Närmaste större samhälle är Mardehek, 10,8 km söder om Āb Rokhān. Trakten runt Āb Rokhān är ofruktbar med lite eller ingen växtlighet.